# Maranhão Atlético Clube
Il Maranhão Atlético Clube, noto anche semplicemente come Maranhão, è una società calcistica brasiliana con sede nella città di São Luís, capitale dello stato del Maranhão.

## Storia
Il Maranhão Atlético Clube è stato fondato il 24 settembre 1932.
Nel 1937, il Maranhão ha vinto il Campionato Maranhense, questo è stato il primo titolo del club.
Nel 1979, il Maranhão ha partecipato al Campeonato Brasileiro Série A per la prima volta, dove ha terminato al 26º posto.
Nel 1980, il Maranhão ha partecipato di nuovo alla Série A, dove ha terminato al 44º posto (che sarebbe l'ultimo posto nella competizione). Il club venne così retrocesso in seconda divisione.
Nel 2000, il club è stato finalista della Copa Norte. Il São Raimundo-AM sconfisse il club in finale.

## Palmarès

### Competizioni statali
- Campionato Maranhense: 18

1937, 1939, 1941, 1943, 1951, 1963, 1969, 1970, 1979, 1993, 1994, 1995, 1999, 2007, 2013, 2023, 2025
- Campeonato Maranhense Segunda Divisão: 2

2015, 2022

### Altri piazzamenti
- Campionato Maranhense:

Terzo posto: 2016
- Copa Norte:

Finalista: 2000